# Atrobucca nibe
Atrobucca nibe är en fiskart som först beskrevs av Jordan och Thompson, 1911.  Atrobucca nibe ingår i släktet Atrobucca och familjen havsgösfiskar. Inga underarter finns listade.